# Donguindo (pera)
Donguindo (en E.E.Aula Dei también nombrada como Longuindo) es una variedad cultivar de pera europea Pyrus communis. Esta pera está cultivada en la colección de la Estación Experimental Aula Dei (Zaragoza). Esta pera también está cultivada en diversos viveros entre ellos algunos dedicados a conservación de árboles frutales en peligro de desaparición. Esta pera variedad muy antigua originaria de Aragón, aunque muy extendida por toda España, y tuvo su mejor época de cultivo comercial antes de la década de 1960, actualmente en menor medida aún se encuentra. Estas peras son muy dulces y jugosas, de textura compacta.

## Sinonimia
- "Longuindo",
- "Pera de Don Guindo",
- "Sanroquera" en Castilla y León,
- "Donguindo de Verano",
- "Perameny" en islas Baleares,
- "Perots".[1]

## Historia
Se cree que esta pera fue introducida en España por un italiano llamado "Don Guido" en el siglo XVI.
En las repuestas generales del catastro del Marqués de la Ensenada (1751) en Villafranca de la Sierra y otras localidades aledañas, figuran las peras de 'longuindo' entre los productos cultivados en las huertas de regadío.
En un menú que ofrecieron en el año 1882 al rey Alfonso XII en Liébana (Cantabria) incluían peras de longuindo y briñones.
'Don Guindo' se cultivó mucho en España, tuvo su esplendor durante el siglo XIX y primera mitad del siglo XX, incluso el pintor Ignacio Zuloaga le dedicó un bodegón, "Las peras de Don Guindo".
En España 'Donguindo' está considerada incluida en las variedades locales autóctonas muy antiguas, cuyo cultivo se centraba en comarcas muy definidas. Se caracterizaban por su buena adaptación a sus ecosistemas y podrían tener interés genético en virtud de su adaptación. Se encontraban diseminadas por todas las regiones fruteras españolas, aunque eran especialmente frecuentes en la España húmeda. Estas se podían clasificar en dos subgrupos: de mesa y de cocina (aunque algunas tenían aptitud mixta).
'Donguindo' es una variedad clasificada como de mesa, y también de cocina. Difundido su cultivo en el pasado por los viveros comerciales y cuyo cultivo en la actualidad se ha reducido a huertos familiares y jardines privados.

## Características
El peral de la variedad 'Donguindo' tiene un vigor Medio; florece a finales de abril; tubo del cáliz pequeño, en embudo con conducto sumamente estrecho y largo. Se demuestra que el árbol es productivo y resistente a las enfermedades.
La variedad de pera 'Donguindo' tiene un fruto de tamaño variable de mediano a grande; forma cidoniforme (parecida al membrillo), frutos ventrudos, asimétricos, con grandes protuberancias irregularmente repartidas, con un cuello bien marcado, contorno muy irregular, a veces ondulado o acostillado; piel basta y áspera, rara vez lisa y brillante; con color de fondo amarillo verdoso, aspecto sucio, sin chapa o con ligera zona dorada bronceada, presenta un punteado muy característico, muy fino, ruginoso-"russeting" con aureola verdosa, a veces ligera maraña ruginosa cubriendo parte del fruto, "russeting" (pardeamiento áspero superficial que presentan algunas variedades) medio; pedúnculo de longitud largo, espesor mediano o fino, engrosado ligeramente en su extremo y carnoso en la base, formando repliegues y anillos, recto o ligeramente curvo, implantado derecho u oblicuo, a veces como prolongación del fruto, cavidad del pedúnculo nula o limitada a un repliegue más o menos acentuado al pie del pedúnculo, en estos casos la cavidad es oblicua y mamelonada; anchura de la cavidad calicina estrecha o media, medianamente profunda, fuertemente ondulada, mamelonada o acostillada; ojo medio o grande, abierto o semicerrado, irregular. Sépalos verdosos, carnosos en la base, con las puntas secas o partidas, con una posición muy variable, algunos convergentes, otros extendidos o erectos, entre la base de los sépalos se forman pequeñas protuberancias carnosas, generalmente se conservan los estambres, largos, finos y enmarañados.
Carne de color amarillento; textura medio firme, ligeramente granulosa, jugosa; sabor muy especial, aromático, muy especial, dulce, bueno; corazón pequeño, estrecho, fusiforme, muy separado del ojo. Eje abierto, de anchura variable, a veces comunicado con las celdillas. Celdillas largas y estrechas muy próximas al eje. Semillas muy largas y estrechas, puntiagudas, espolón ancho y romo, de color castaño rojizo, con frecuencia abortadas.
La pera 'Donguindo' madura en a finales de agosto y principios de septiembre. Se comen crudas y se conservan hasta dos meses. También se usa como pera de uso en la cocina.